# Болярка (бира)
„Болярка“ е търговска марка българска бира, която се произвежда от българската пивоварна „Болярка ВТ“ АД, гр. Велико Търново.

## Характеристика и асортимент
Търговският асортимент на Болярка включва следните марки:
- „Болярка светло“ – светла бира. Състав: вода, малц, пивоварен ечемик, хмел и мая. Екстрактно съдържание: 10° Р. Алкохолно съдържание: 4,3% vol. Предлага се в стъклени бутилки 0,5 л., РЕТ от 1 л. и 2 л. и наливна в кегове от 30 л.
- „Болярка тъмно“ – тъмна бира. Състав: вода, малц, пивоварен ечемик, малцови продукти внос от Германия и хмел. Екстрактно съдържание: 11,7° Р. Алкохолно съдържание: 5,0% Об. Предлага се в стъклени бутилки от 0,5 л., РЕТ от 1 л. и 2 л., в кенове – 0,5 л. и наливна в кегове от 30 л.
- „Болярка непастьоризирано“ – светла бира, която не преминава през процес на термична обработка при бутилиране. Заменен е с допълнителна фина филтрация посредством модерен стерилен филтър, като по този начин е увеличена микробиологичната трайност на пивото. Така се запазва свежестта, съчетана с приятен вкус и лек аромат. Предлага се в стъклени бутилки 0,5 л. и РЕТ 2 л.
- „Болярка Вайс“ – светла нефилтрирана вайс бира. Състав: вода, пшеничен и ечемичен малц, хмел, мая. Екстрактно съдържание:12° Р. Алкохолно съдържание: 5,4% об. Естествено мътна бира, произведена от пшеничен и ечемичен малц, с живи дрожди, богата на витамини. Предлага се в стъклени бутилки от 0,5 л. и наливна в кегове от 30 л. Бирата е в производство от 2007 г. и е съвместна разработка между технолозите на „Болярка“АД и Института по пивото в Берлин. Тя е горноферментиращ тип пшенична бира, нефилтрирана – с видими парченца мая на дъното на бутилката, които обуславят мътния ѝ вид; по-газирана, сладка на вкус, с кремообразна пяна и плодов, бананов, карамфилов и ванилов аромат.[1]